# Ibn al-Wazir
Muḥammad bin Ibrāhīm Ibn al-Wazīr (mort en 840/1436) est un savant yéménite spécialisé dans la science du hadith. Parmi ses œuvres est un commentaire de la Muqaddima d'Ibn al-Salah, intitulé Tanqih al-anzar.

## Travaux
Ibn al-Wazir est l'auteur de nombreux ouvrages, dont:
- Tanqih al-anzar.
- al-ʿAwasim wa al-Qawassim fi al-Dhab ʿan Sunnat ʾAbi Qasim.
- al-Burhan al-Qatiʿ fi ʾItbat al-Saniʿ wa Jamiʿ ma Jaʾat bihi al-Charaʾiʿ.
- Ithar al-Ḥaqq ʿala al-Khalq.
- al-Rawd al-Bassim fi al-Dhab ʿan Sunnat ʾAbi Qasim.

En plus d'autres manuscrites non-publiés.